# Campeonato Sul-Americano de Clubes Campeões de Basquete Masculino
O Campeonato Sul-Americano de Clubes Campeões de Basquete Masculino foi um torneio internacional de basquetebol entre clubes da América do Sul, iniciado em 1946. Era disputado pelos campeões e/ou melhores colocados das ligas nacionais, além do campeão da edição anterior. O campeonato teve sua última edição realizada em 2008.
Desde sua criação em 1946 até o surgimento do Pan-Americano de Clubes em 1993 e da Liga Sul-Americana de Basquete em 1996, foi o principal torneio da América do Sul. Entre 1965 e 1987, deu ao campeão uma vaga para jogar o Mundial Interclubes.
O maior vencedor da competição é o Sírio (Brasil), da cidade de São Paulo.

## Campeões
Relação dos campeões do Campeonato Sul-Americano de Clubes Campeões.
| Edição  | Ano           | Sede                         | Campeão                              | Vice-campeão                 |
| ------- | ------------- | ---------------------------- | ------------------------------------ | ---------------------------- |
| I       | 1946 Detalhes | Buenos Aires                 | Olimpia                              | Gimnasia de Villa del Parque |
| II      | 1953 Detalhes | Antofagasta                  | Flamengo Seleção de Santa Fé Olimpia |                              |
| III     | 1956 Detalhes | Montevidéu                   | Sporting Club Uruguay                | Ateneo de la Juventud        |
| IV      | 1958 Detalhes | Guayaquil                    | Sporting Club Uruguay                | San Lorenzo                  |
| V       | 1961 Detalhes | Assunção                     | Sírio                                | Olimpia                      |
| VI      | 1965 Detalhes | São Paulo                    | Corinthians                          | Tabaré                       |
| VII     | 1966 Detalhes | São Paulo                    | Corinthians                          | Liga Deportiva               |
| VIII    | 1967 Detalhes | Antofagasta                  | Thomas Bata                          | Welcome                      |
| IX      | 1968 Detalhes | Montevidéu                   | Sírio                                | Welcome                      |
| X       | 1969 Detalhes | Guayaquil                    | Corinthians                          | Liga Deportiva               |
| XI      | 1970 Detalhes | Punta Arenas                 | Sírio                                | Atenas                       |
| XII     | 1971 Detalhes | Arequipa                     | Sírio                                | Sportiva Italiana            |
| XIII    | 1972 Detalhes | São Paulo                    | Sírio                                | Olimpia                      |
| XIV     | 1974 Detalhes | Mercedes, Salto e Montevidéu | Amazonas Franca                      | Peñarol                      |
| XV      | 1975 Detalhes | La Paz                       | Amazonas Franca                      | Obras Sanitarias             |
| XVI     | 1977 Detalhes | Corrientes e Buenos Aires    | Amazonas Franca                      | Palmeiras                    |
| XVII    | 1978 Detalhes | São Paulo                    | Sírio                                | Amazonas Franca              |
| XVIII   | 1979 Detalhes | Ilha de Margarita            | Sírio                                | Guaiqueríes                  |
| XIX     | 1980 Detalhes | Cúcuta                       | Francana                             | Sírio                        |
| XX      | 1981 Detalhes | Assunção e Encarnación       | Ferro Carril                         | São José                     |
| XXI     | 1982 Detalhes | Buenos Aires e Montevidéu    | Ferro Carril                         | Obras Sanitarias             |
| XXII    | 1983 Detalhes | Buenos Aires e Montevidéu    | Peñarol                              | Monte Líbano                 |
| XXIII   | 1984 Detalhes | Tarija e Sucre               | Sírio                                | River Plate                  |
| XXIV    | 1985 Detalhes | Limeira e Jundiaí            | Monte Líbano                         | San Andrés                   |
| XXV     | 1986 Detalhes | Buenos Aires                 | Monte Líbano                         | Ferro Carril                 |
| XXVI    | 1987 Detalhes | Valparaíso e Santiago        | Ferro Carril                         | Monte Líbano                 |
| XXVII   | 1988 Detalhes | Caracas                      | Trotamundos                          | Atenas                       |
| XXVIII  | 1989 Detalhes | Assunção                     | Trotamundos                          | Biguá                        |
| XXIX    | 1990 Detalhes | Guayaquil                    | Ravelli Franca                       | San Pedro Pascual            |
| XXX     | 1991 Detalhes | Franca                       | Ravelli Franca                       | Atenas                       |
| XXXI    | 1992 Detalhes | Montevidéu                   | Biguá                                | Franca                       |
| XXXII   | 1993 Detalhes | Córdoba                      | Atenas                               | Franca                       |
| XXXIII  | 1994 Detalhes | Lima                         | Atenas                               | Olimpia                      |
| XXXIV   | 1995 Detalhes | Bucaramanga                  | Rio Claro                            | Hebraica y Macabi            |
| XXXV    | 1996 Detalhes | Concepción e Talca           | Independiente de General Pico        | Rio Claro                    |
| XXXVI   | 1998 Detalhes | Tarija                       | Vasco da Gama                        | Welcome                      |
| XXXVII  | 1999 Detalhes | Rio de Janeiro               | Vasco da Gama                        | Bauru                        |
| XXXVIII | 2000 Detalhes | Valencia                     | Trotamundos                          | Vasco da Gama                |
| XXXIX   | 2001 Detalhes | Ilha de Margarita            | Delfines de Cabimas                  | Espartanos                   |
| XL      | 2002 Detalhes | Valdivia                     | Delfines de Miranda                  | Deportivo Valdivia           |
| XLI     | 2003 Detalhes | Maracaibo                    | Delfines de Miranda                  | Gimnasia y Esgrima           |
| XLII    | 2004 Detalhes | Assunção                     | Boca Juniors                         | Delfines de Miranda          |
| XLIII   | 2005 Detalhes | Rafaela                      | Boca Juniors                         | Unitri/Uberlândia            |
| XLIV    | 2006 Detalhes | Barquisimeto                 | Boca Juniors                         | Guaros de Lara               |
| XLV     | 2007 Detalhes | Brasília                     | Minas                                | Boca Juniors                 |
| XLVI    | 2008 Detalhes | Guayaquil                    | Biguá                                | Libertad Sunchales           |

### Títulos por equipe
| Clube                         | País      | Títulos                                             | Vices                 |
| ----------------------------- | --------- | --------------------------------------------------- | --------------------- |
| Sírio                         | Brasil    | 8 (1961, 1968, 1970, 1971, 1972, 1978, 1979 e 1984) | 1 (1980)              |
| Franca                        | Brasil    | 6 (1974, 1975, 1977, 1980, 1990 e 1991)             | 3 (1978, 1992 e 1993) |
| Ferro Carril                  | Argentina | 3 (1981, 1982 e 1987)                               | 1 (1986)              |
| Boca Juniors                  | Argentina | 3 (2004, 2005 e 2006)                               | 1 (2007)              |
| Corinthians                   | Brasil    | 3 (1965, 1966 e 1969)                               | 0                     |
| Trotamundos                   | Venezuela | 3 (1988, 1989 e 2000)                               | 0                     |
| Monte Líbano                  | Brasil    | 2 (1985 e 1986)                                     | 2 (1983 e 1987)       |
| Atenas                        | Argentina | 2 (1993 e 1994)                                     | 2 (1988 e 1991)       |
| Biguá                         | Uruguai   | 2 (1992 e 2008)                                     | 1 (1989)              |
| Vasco da Gama                 | Brasil    | 2 (1998 e 1999)                                     | 1 (2000)              |
| Delfines de Miranda           | Venezuela | 2 (2002 e 2003)                                     | 1 (2004)              |
| Defensor                      | Uruguai   | 2 (1956 e 1958)                                     | 0                     |
| Olimpia                       | Uruguai   | 1 (1946)                                            | 1 (1972)              |
| Olimpia                       | Paraguai  | 1 (1953)                                            | 1 (1961)              |
| Peñarol                       | Uruguai   | 1 (1983)                                            | 1 (1974)              |
| Rio Claro                     | Brasil    | 1 (1995)                                            | 1 (1996)              |
| Flamengo                      | Brasil    | 1 (1953)                                            | 0                     |
| Seleção de Santa Fé           | Argentina | 1 (1953)                                            | 0                     |
| Thomas Bata                   | Chile     | 1 (1967)                                            | 0                     |
| Independiente de General Pico | Argentina | 1 (1996)                                            | 0                     |
| Delfines de Cabimas           | Venezuela | 1 (2001)                                            | 0                     |
| Minas                         | Brasil    | 1 (2007)                                            | 0                     |
| Welcome                       | Uruguai   | 0                                                   | 3 (1967, 1968 e 1998) |
| Liga Deportiva                | Equador   | 0                                                   | 2 (1966 e 1969)       |
| Obras Sanitarias              | Argentina | 0                                                   | 2 (1975 e 1982)       |
| Gimnasia de Villa del Parque  | Argentina | 0                                                   | 1 (1946)              |
| Espartanos                    | Venezuela | 0                                                   | 1 (1954)              |
| Ateneo de la Juventud         | Argentina | 0                                                   | 1 (1956)              |
| San Lorenzo                   | Argentina | 0                                                   | 1 (1958)              |
| Tabaré                        | Uruguai   | 0                                                   | 1 (1965)              |
| Atenas                        | Uruguai   | 0                                                   | 1 (1970)              |
| Sportiva Italiana             | Chile     | 0                                                   | 1 (1971)              |
| Palmeiras                     | Brasil    | 0                                                   | 1 (1977)              |
| Guaiqueríes                   | Venezuela | 0                                                   | 1 (1979)              |
| São José                      | Brasil    | 0                                                   | 1 (1981)              |
| River Plate                   | Argentina | 0                                                   | 1 (1984)              |
| San Andrés                    | Argentina | 0                                                   | 1 (1985)              |
| San Pedro Pascual             | Equador   | 0                                                   | 1 (1990)              |
| Olimpia                       | Argentina | 0                                                   | 1 (1994)              |
| Hebraica y Macabi             | Uruguai   | 0                                                   | 1 (1995)              |
| Bauru                         | Brasil    | 0                                                   | 1 (1999)              |
| Deportivo Valdivia            | Chile     | 0                                                   | 1 (2002)              |
| Gimnasia y Esgrima            | Argentina | 0                                                   | 1 (2003)              |
| Unitri/Uberlândia             | Brasil    | 0                                                   | 1 (2005)              |
| Guaros de Lara                | Venezuela | 0                                                   | 1 (2006)              |
| Libertad                      | Argentina | 0                                                   | 1 (2008)              |

### Títulos por país
| País      | Títulos | Vices |
| --------- | ------- | ----- |
| Brasil    | 24      | 13    |
| Argentina | 10      | 14    |
| Uruguai   | 6       | 9     |
| Venezuela | 6       | 4     |
| Chile     | 1       | 2     |
| Paraguai  | 1       | 1     |
| Equador   | 0       | 3     |